# Meister Hans Röckle und Mister Flammfuß
Meister Hans Röckle und Mister Flammfuß ist ein erstmals 1968 erschienenes Kinderbuch von Ilse und Vilmos Korn.

## Inhalt
Der geschickte und äußerst menschenfreundliche Erfinder Hans Röckle kehrt nach langer Reise in seine Heimatstadt zurück, wo er sogleich zur Unterhaltung der Kinder auf dem Jahrmarkt als Puppenspieler auftritt. Hier wird er auch von zwei engen Freunden begrüßt, der jungen Näherin Louisa, die mit ihrer blinden Großmutter zusammen lebt, und dem Bauernsohn Jacob, der in der Stadt das Schusterhandwerk erlernt. Auf dem Heimweg konfrontiert Röckles Hauswirt diesen mit den Mietschulden. Da der Meister nicht zahlen kann, gibt er eine selbstgebaute Spieluhr in Pfand.
Derweil wird der Teufel Flammfuß vom Erzteufel gereizt, sich Röckles zu bemächtigen. Dazu bietet Flammfuß dem Meister einen Vertrag an, nach dem er den magischen Stein Glüh-alles-weg erhält und mit diesem selbst zaubern kann. Im Gegenzug darf er von jedem neuen Werk nur ein Exemplar schaffen und muss Flammfuß dienen, falls er einst die Motivation verliert. Einzig die Herstellung von Gold, für das sich der Meister ohnehin nicht interessiert, ist ihm von vornherein untersagt. Außerdem bittet sich der Teufel das Recht aus, gelegentlich eine von Röckles Schöpfungen zur Belustigung seiner Großmutter an sich zu bringen. Obwohl sich der Meister am letzten Passus stört, willigt er ein.
Um seinen Freunden zu helfen, schafft er für Louisa eine selbst nähende Nadel und für Jacob eine Flöte, mit der er das Wetter beeinflussen kann. Die Dinge bringen ihnen jedoch kein Glück. Die junge Näherin schafft zwar ihre Arbeit schneller, muss sich aber stets verstecken, um das Geheimnis zu wahren und die Nadel vor missbräuchlicher Benutzung durch Andere zu schützen. Außerdem nimmt Flammfuß das Utensil aufgrund des Vertrages an sich, muss es aber, da er nicht damit umgehen kann, wieder zurückgeben. Louisa verzichtet letztlich auf die Nadel und händigt sie Röckle wieder aus.
Jacob kehrt in sein Heimatdorf zurück, wo er dank der Flöte den als Fronleistung abgeholzten Gemeindewald wieder aufzuforsten hilft und Gewässer, die nach der übermäßigen Benutzung durch den Grundherrn ausgetrocknet sind, wieder erstehen lässt. Aufgrund der vielen Angebote, das Instrument kommerziell und nicht zum allgemeinen Nutzen zu verwenden, wovon sich auch Jacobs Bruder Martin beeinflussen lässt, gibt aber auch er sein Zauberwerkzeug an den Meister zurück.
Diesem ist es derweil gelungen, mit einem magischen Fernrohr in die Zukunft zu sehen, in der Armut und Krankheiten ausgemerzt sind. Außerdem hat er einen Jungbrunnen entdeckt, mit dem er u. a. das Augenleiden von Louisas Großmutter heilt. Die Rückgabe der Zauberdinge durch seine Freunde betrübt ihn, einem Vorschlag Louisas folgend fertigt er sich jedoch Stiefel an, mit denen er in der Zeit reisen kann, um Nadel und Flöte in dem Land Morgen-und-Übermorgen zu verstecken. Dort sind die Dinge sicher, da der Teufel über die Zukunft keine Macht hat.
Als Flammfuß erfährt, dass der Meister sich magisches Schuhwerk geschaffen hat, belegt er Louisa mit einem Lähmzauber und zwingt Jacob dadurch, Röckle zurück in die Gegenwart zu rufen. Der Teufel nimmt ihm die Stiefel ab, da er aber nur das Zauberwort für die Rückkehr von einer Zeitreise kennt, erfüllen sie für ihn nicht den gewünschten Zweck. Letztlich schickt er sie zum Meister zurück und versinkt in einer Erdspalte.
Am Ende überlässt Röckle den Freunden seinen kompletten Besitz und bittet sie, mit den Puppen für die Kinder zu spielen und ihnen zu zeigen, wie mit den Teufeln zu kämpfen ist. Er selbst reist erneut in die Zukunft, um diese zu erforschen.

## Entstehung und Veröffentlichungen
Die Figur des Hans Röckle und seine Geschichte wurden laut Darstellung von Eleanor Marx um 1856 von ihrem Vater Karl Marx ersonnen. Ilse und Vilmos Korn erfuhren durch Eleanors Memoiren von der Kunstfigur und arbeiteten diese zunächst in ihren Roman Mohr und die Raben von London ein, in dem Marx seinen Kindern von dem Meister und seinem Vertrag mit dem Teufel erzählt. Das eigenständige Buch Meister Hans Röckle und Mister Flammfuß erschien erstmals 1968 in Anlehnung an den damaligen 150. Geburtstag von Karl Marx. Dem folgten bis 1979 noch vier weitere Auflagen sowie 1987 eine Taschenbuchausgabe. Alle Editionen erschienen im Kinderbuchverlag Berlin. 1971 gab der Verlag Narodna Mladež in Sofia außerdem eine bulgarische Fassung heraus.

## Adaptionen
1974 entstand im Auftrag der DEFA unter der Regie von Hans Kratzert der Märchenfilm Hans Röckle und der Teufel mit Rolf Hoppe und Peter Aust in den Titelrollen. Die Verfilmung lehnt sich eng an die Romanvorlage an.
Im Auftrag der Deutschen Staatsoper adaptierten Joachim Werzlau und Günther Deicke das Buch in Form einer Oper, die zunächst den Arbeitstitel Meister Rückte trug, letztlich jedoch entsprechend dem Buch Meister Röckle betitelt wurde. Das Werk erfuhr am 3. Oktober 1976 unter großer Resonanz des Publikums seine Uraufführung und wurde bis 1989 mehrfach im In- und Ausland inszeniert, unter anderem auch 1981 in Moskau. Eine in der Berliner Christuskirche mitgeschnittene Aufnahme erschien erstmals 1978 als Schallplatte.